# Critérium du Dauphiné libéré 1973
La 25e édition du Critérium du Dauphiné libéré a eu lieu du 28 mai au 4 juin 1973. Elle a été remportée par l'Espagnol Luis Ocana. Il devance au classement général Bernard Thévenet et Joop Zoetemelk.	

## Classement général final
| Rang | Vainqueur            | Équipe | Pays     | Temps            |
| ---- | -------------------- | ------ | -------- | ---------------- |
| 1er  | Luis Ocana           |        | Espagne  | 39 h 24 min 42 s |
| 2e   | Bernard Thévenet     |        | France   | 1 min 10 s       |
| 3e   | Joop Zoetemelk       |        | Pays-Bas | 10 min 9 s       |
| 4e   | Régis Ovion          |        | France   | 10 min 59 s      |
| 5e   | Vicente Lopez Carril |        | Espagne  | 11 min 55 s      |
| 6e   | Antonio Martos       |        | Espagne  | 14 min 40 s      |
| 7e   | Raymond Poulidor     |        | France   | 16 min 58 s      |
| 8e   | Frans Verbeeck       |        | Belgique | 18 min 48 s      |
| 9e   | Raymond Delisle      |        | France   | 19 min 45 s      |
| 10e  | Willy Vanneste       |        | Belgique | 20 min 14 s      |

## Étapes
| Étape      | Date   | Villes étapes                       | type                         | Distance (km) | Vainqueur d'étape | Leader du classement général |
| ---------- | ------ | ----------------------------------- | ---------------------------- | ------------- | ----------------- | ---------------------------- |
| Prologue   | 28 mai | Thonon-les-Bains – Thonon-les-Bains | contre-la-montre par équipes | 9,5           | Bic               |                              |
| 1re étape  | 29 mai | Annecy – Bourg-en-Bresse            |                              | 186           | Frans Verbeeck    | Frans Verbeeck               |
| 2e a étape | 30 mai | Bourg-en-Bresse – Belley            |                              | 84            | Cyrille Guimard   | Cyrille Guimard              |
| 2e b étape | 30 mai | Belley – Grenoble                   |                              | 109           | Joop Zoetemelk    | Cyrille Guimard              |
| 3e étape   | 31 mai | Grenoble – Briançon                 |                              | 182           | Bernard Thévenet  | Bernard Thévenet             |
| 4e étape   | 1 juin | Orange – Carpentras                 |                              | 207           | Régis Ovion       | Bernard Thévenet             |
| 5e étape   | 2 juin | Orange – Lyon                       |                              | 248           | Jean-Claude Genty | Bernard Thévenet             |
| 6e a étape | 3 juin | Lyon – Lyon                         |                              | 147           | Wilfried David    | Bernard Thévenet             |
| 6e b étape | 3 juin | Montceau-les-Mines – Le Creusot     | contre-la-montre individuel  | 31            | Luis Ocaña        | Luis Ocaña                   |
| 7e étape   | 4 juin | Montceau-les-Mines – Saint-Étienne  |                              | 229           | Cees Bal          | Luis Ocaña                   |